# مجلس نواب مسيسيبي
مجلس نواب مسيسيبي (بالإنجليزية: Mississippi House of Representatives)‏  هو مجلس النواب التشريعي لولاية مسيسيبي الأمريكية، يقع المقر الرئيسي له في جاكسون، مسيسيبي، وهو المجلس الأدنى في هيئة مسيسيبي التشريعية ‏.

## الصلاحيات والعملية التشريعية
تنص الفقرة رقم 36 من المادة الرابعة من دستور ولاية مسيسيبي على أن الهيئة التشريعية للولاية يجب أن تنعقد 125 يوماً كل أربعة سنوات، والانعقاد 90 يوماً خلال السنوات الأخرى. يتمتع مجلس نواب مسيسيبي بالسلطة التي تخوله تحديد ووضع القواعد القانونية الخاصة بأعماله، بالإضافة إلى معاقبة أعضاءه في حال ارتكب أحدهم سلوكاً مخلاً بالقانون، وفصل أحد الأعضاء عبر إجراء تصويت يجب أن يصوّت فيه ثلثي أعضاء المجلس على قرار الطرد. تخضع مشاريع القوانين إلى ثلاثة قراءات في كِلا المجلسين (الأعلى والأدنى)، إلَّا في حال تصويت ثلثيّ الأعضاء لصالح تعطيل القواعد. ولا يمكن تعديل الغاية الأصلية من مشاريع القوانين، كما يجب أن يوافق كِلا المجلسين الأعلى والأدنى على تعديلات القوانين قبل دخولها حيز التنفيذ.

## وصلات خارجية
- موقع الهيئة التشريعية لولاية مسيسيبي (بالإنجليزية)